# OMX Stockholm 30
OMX Stockholm 30  (OMX-S30) - é o índice de referência da Bolsa de Valores de Estocolmo.
Este índice engloba as 30 empresas com maior volume de negócios da bolsa.

## Empresas listadas no OMX Stockholm 30
A composição do índice pode variar com o tempo. A tabela seguinte mostra as empresas incluídas no OMX-S30 de Estocolmo em janeiro de 2020.
- ABB Ltd
- Alfa Laval
- Autoliv SDB
- ASSA ABLOY B
- Atlas Copco A
- Atlas Copco B
- AstraZeneca
- Boliden
- Electrolux B
- Ericsson B
- Essity B
- Getinge B
- Hexagon B
- Hennes & Mauritz B
- Investor B
- Kinnevik B
- Nordea Bank Abp
- Sandvik
- SCA B
- SEB A
- Securitas B
- Svenska Handelsbanken A
- Skanska B
- SKF B
- SSAB A
- Swedbank A
- Swedish Match
- Tele2 B
- Telia Company
- Volvo B